# Himalopsyche auricularis
Himalopsyche auricularis är en nattsländeart som först beskrevs av Martynov 1914.  Himalopsyche auricularis ingår i släktet Himalopsyche och familjen rovnattsländor. Inga underarter finns listade i Catalogue of Life.